# 口社寮阿立祖壇
23°03′29″N 120°24′38″E / 23.058055°N 120.410581°E

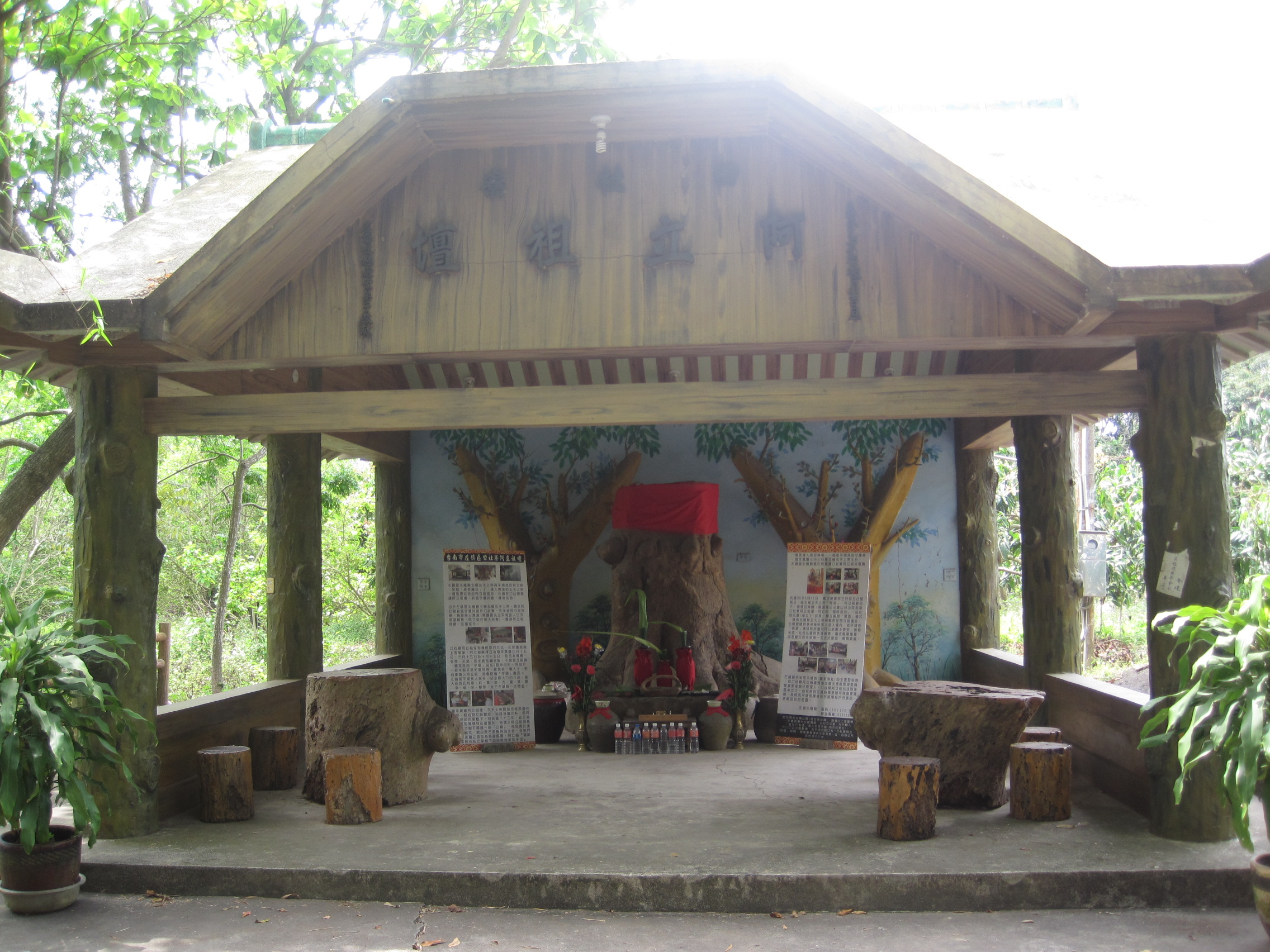
阿立祖壇外觀

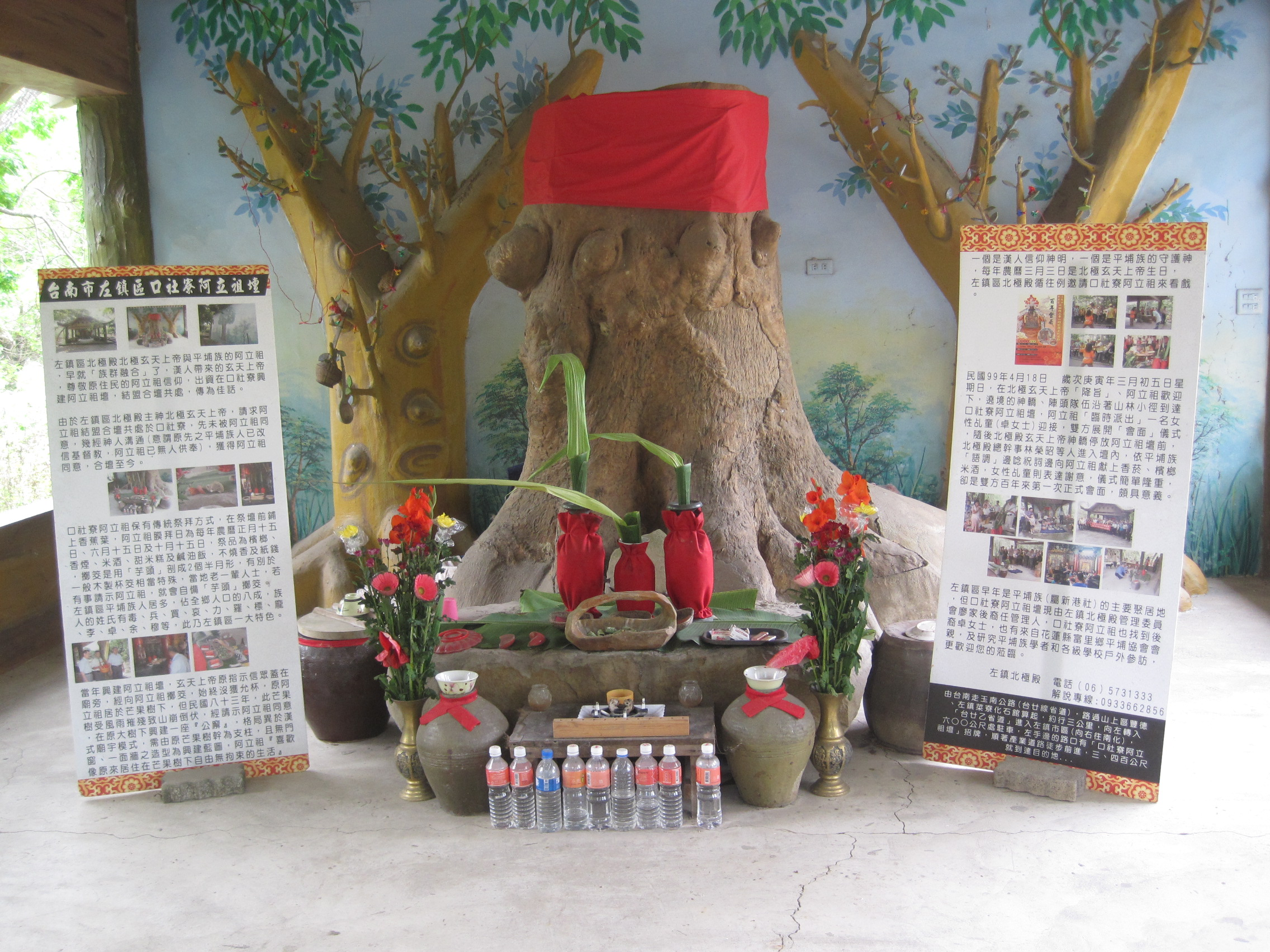
阿立祖壇內部

口社寮阿立祖壇位在臺灣臺南市左鎮區中正里，是祭祀阿立祖（太祖）的公廨。該公廨的阿立祖，曾與左鎮北極殿玄天上帝結盟合壇。壇左有一廟「萬善堂」，供奉興建公廨時挖到的無主骨骸。
該壇多由附近居民前來祭拜，其中甚少為西拉雅人:71。該處的阿立祖信仰，或與附近的拔馬社有關，而該地為長老教會早期傳教的地區。而根據劉斌雄與石萬壽的訪問記錄，在1960年代左右，拔馬社公廨還存在，但到了1980年左右時拔馬已經沒有公廨了。

## 沿革
根據沿革史石碑的說法，該公廨的阿立祖原本供奉在今林務局山林管理所左鎮工作站內的豬母松大樹下，因為該棵大樹常遭雷擊，後來移到現址的一棵芒果樹下。後來廖姓家族定居於口社寮一帶，奉玄天上帝、天上聖母為守護神。之後傳說左鎮北極殿玄天上帝請求與口社寮阿立祖結盟合壇，但原先阿立祖並不同意，幾經溝通之後才同意合壇。
民國83年（1994年）現址所在處附近的山坡因為風雨侵蝕而崩落，芒果樹也傾倒，後來信徒請示阿立祖，表示要在原來的芒果樹一地興建公廨，並用原樹幹做支柱。而在要興建公廨時，因公榭不同漢人廟宇，信徒不知要如何設計。後來某日有個來自臺南的建築師到左鎮北極殿，表示是太祖托夢指引他前來，且指示說公廨要有牆無壁無門，後面要有大樹。眾人原不相信，但看過藍圖之後感到中意，遂以新臺幣15萬元發包施工。
興建工程於民國85年（1996年）1月29日上午9時動工，但在整地時挖出無主墳墓。挖土機司機郭進德告知後，眾人請來撿骨師林阿志撿骨，之後將金斗甕（骨灰罈）安置到左鎮第六公墓「萬人塚」。但3天候據說在乩童郭枝財不知道此事的情況下，左鎮北極殿開基玄天上帝降駕指示這種處置方法不妥，要將金斗甕取回，在壇旁興建小廟供奉。另外據說當時神明還表示該座無主墳墓的歷史，已有2百多年。於是信徒在壇旁建小廟「萬善堂」，供奉「萬善爺」，與吐祖同慶聖誕。而後阿立祖壇在民國86年（1997年）10月31日（十月初一）11點舉行安座大典。

## 建築
阿立祖壇為單室建築，有6根仿木柱，背有牆，兩側只有低牆，屋頂為覆船頭造型。建築坐南朝北，基座面寬720公分、長770公分，而建築的部分則面寬590公分、縱深766公分。另外大多數的公廨是三面都有牆、無門的設計，與口社寮阿立祖壇三面開放的情況不同。

## 宗教活動
阿立祖壇的祀壺，其中1把無耳，2把有耳，各有其千秋日，分別是在農曆正月十五、六月十五、十月十五。當日信徒會準備兩份祭品，其中一份是祭祀阿立祖的，有檳榔、菸酒、甜米糕、鹹酒飯等物，且不燒香跟紙錢。另一份則是一般民間信仰的牲禮，用以祭祀萬善爺。
平常每逢農曆初一、十五，管理人會為「太祖矸仔」換水。

## 其他
左鎮北極殿玄天上帝聖誕（三月初三）前夕，會請阿立祖來看戲。當年的爐主會準備檳榔、香菸、酒、2把裹紅巾祀壺到此請神，但阿立祖是派出分身還是根本未去則不得而知。另外左鎮北極殿三年一科遶境時，多次想與阿立祖交陪，但始終遭拒。直到2010年4月18日遶境時，阿立祖才首次同意陣頭前往阿立祖壇。